# روبرت زايونتس
روبرت بوليسواف زايونتس (23 نوفمبر 1923 - 3 ديسمبر 2008) كان عالم نفس اجتماعي أمريكي بولندي الأصل عُرف بمجموعة واسعة من الأعمال الاجتماعية والمعرفية على مدة عدة عقود. إحدى أهم مساهماته في علم النفس الاجتماعي هو تأثير التعرض المحض. أجرى زايونتس أيضًا أبحاثًا في عمليات التيسير الاجتماعي، ونظريات العاطفة، مثل فرضية علم الأعصاب الوجداني. وقدم مساهمات في علم النفس المقارن. قال أن دراسة السلوك الاجتماعي البشري إلى جانب سلوك الأنواع الأخرى، أمر ضروري لفهم القوانين العامة للسلوك الاجتماعي. أحد الأمثلة على رأيه هذا هو عمله مع الصراصير التي بينت ظاهرة التيسير الاجتماعي، وهذا دليل على أن هذه الظاهرة تحدث بغض النظر عن الأنواع. صنفت دراسة أجرتها   مجلة علم النفس العام النقدية، نُشرت في عام 2002، زايونتس في المرتبة الخامسة والثلاثين من بين علماء النفس الأكثر استشهادًا في القرن العشرين. توفي بسرطان البنكرياس في 3 ديسمبر عام 2008 في بالو ألتو، كاليفورنيا، تاركًا زوجته هيزل روز ماركوس وأطفاله الأربعة.

## سيرة حياته

### النشأة
ولد زايونتس في مدينة وودج، بولندا في 23 نوفمبر عام 1923، وكان الطفل الوحيد للعائلة. في عام 1939، قبل أن يصل الغزو النازي لبولندا إلى وودج، فرت عائلته إلى وارسو. خلال فترة إقامتهم القصيرة، تعرض المبنى الذي كانوا يعيشون فيه لغارة جوية. قُتل والدا زايونتس، وأصيب هو بجروح خطيرة. خصص ما تبقى من وقت إقامته في وارسو للدراسة في جامعة سرية في وارسو حتى أُرسل إلى معسكر عمل إلزامي ألماني. هرب من معسكر العمل، لكن قُبض عليه مرة أخرى، ثم أُرسل إلى سجن سياسي في فرنسا. بعد هروبه للمرة الثانية، التحق بالمقاومة الفرنسية، وتابع دراسته في جامعة باريس. في عام 1944، انتقل إلى إنجلترا حيث أصبح مترجمًا للقوات الأمريكية خلال حملتهم الأوروبية.

### عمله المهني
بعد نهاية الحرب العالمية الثانية، هاجر إلى الولايات المتحدة، حيث قدم طلبًا للالتحاق بجامعة ميشيغان. قُبل طلبه تحت المراقبة. في عام 1955، حصل على درجة الدكتوراه من جامعة ميشيغان، إذ كان أستاذًا فيها لمدة أربعة عقود، حتى عام 1994. وخلال فترة وجوده هناك، شغل منصب مدير مركز أبحاث دينامية الجماعة في الثمانينات من القرن العشرين ومدير معهد الأبحاث الاجتماعية في التسعينات منه. ثم أصبح أستاذًا فخريًا في علم النفس بجامعة ستانفورد.

### حياته الشخصية ووفاته
انتهى زواج زايونتس الأول من دونا بنسون بالطلاق. أنجب ثلاثة أبناء مع بنسون: بيتر، مايكل، وجوزيف زايونتس. قضى بقية حياته مع زوجته الثانية، هيزل روز ماركوس، وهي عالمة نفس اجتماعية في جامعة ستانفورد، اشتهرت بمساهماتها في علم النفس الثقافي. أنجب زايونتس وماركوس ابنة واحدة اسمها كريسيا. توفي في ستانفورد، كاليفورنيا بسرطان البنكرياس في 3 ديسمبر عام 2008، عن عمر 85 عامًا.

## إسهاماته

### تأثير التعرض المحض
إحدى مساهمات زايونتس في علم النفس هو شرح تأثير التعرض المحض. يوضح تأثير التعرض المحض ظاهرة يظهر فيها الناس تفضيلًا تجاه عنصر معين لمجرد أنه مألوف بالنسبة لهم. ركز على العمليات التي تنطوي على السلوك الاجتماعي، مع التركيز على العلاقة بين التأثير، أو العاطفة، والإدراك. يدعي زايونتس أن هذه الظاهرة موجودة عبر الثقافات والأنواع والمحفزات المختلفة. تقدم إحدى التجارب التي أجراها باستخدام بيض الدجاج الملقح والفئران دليلًا على تأثير التعرض المحض. يقترح أيضًا أن تأثير التعرض المحض يستمر بطريقة لا واعية ضمن قناة باطنية.

### التيسير الاجتماعي
إحدى المساهمات الأخرى التي قدمها زايونتس في علم النفس هي ظاهرة التيسير (التسهيل) الاجتماعي. التيسير الاجتماعي هو تحسن أداء الفرد عند وجود آخرين معه. استطاع زايونتس أن يقدم أدلة على ظاهرة التيسير الاجتماعي من خلال مجموعة متنوعة من التجارب. في إحدى التجارب، سعى لمعرفة ما إذا كان الأفراد سيغيرون قراراتهم بناءً على وجود جمهور. ووجد أنه عند وجود جمهور، سيتعزز احتمال اختيار التفضيل المسيطر.
في تجربة أخرى حول عملية التيسير الاجتماعي، أعطى روبرت زايونتس المشاركين 184 كلمة مترابطة بمفردهم وبحضور جمهور. عمل نصف المشاركين بمفردهم في البداية، ثم مع جمهور، والعكس صحيح. وجد زايونتس أن المشاركين تأثروا بحضور جمهور، وقدموا عددًا أقل من الأجوبة المميزة عند وجود جمهور. يتصرف الجمهور كمصدر تحفيز عام، وبوجوده سيزداد احتمال الاستجابة المسيطرة.

### التقارب في مظهر الزوجين
كان زايونتس مهتمًا بدراسة ما إذا كان الأزواج يبدؤون بإظهار أوجه تشابه في سماتهم البدنية بعد البقاء معًا لفترة طويلة. للإجابة على هذا السؤال، أجرى دراسة جمع فيها صوراً للأزواج في اليوم الذي تزوجوا فيه ثم واحدة أخرى بعد 25 عامًا. ثم قارن هاتين الصورتين لاختبار أوجه التشابه الجسدية. أشارت النتائج إلى وجود تشابهات جسدية بين ملامح الوجهية للأزواج بعد العيش معًا لمدة 25 عامًا. وجد أيضًا أن الأزواج الذين يشبهون بعضهم ببعض ملامح الوجه كانوا أكثر سعادة وعاشوا علاقة زوجية ناجحة. قدم زايونتس وزملاؤه التفسيرات الأربعة التالية لهذه الظاهرة.
- (أ) النظام الغذائي، يأكل كل زوجين نفس النوع من الطعام، وبالتالي تكون الدهون المستهلكة مماثلة وهذا قد يؤدي إلى تشابه ملامح الوجه.
- (ب) أوجه التشابه الإقليمية، عادةً ما يعيش الأزواج في نفس المنطقة، وبالتالي يتعرضان لنفس الظروف المناخية ما قد يؤدي إلى أوجه التشابه في الوجه.
- (ج) يتزوج الأشخاص من أفراد يشبهونهم أو سيشبهونهم في النهاية.
- (د) نظرية الكفاءة العاطفية (واينبوم، 1907) إحدى الآثار المترتبة على هذه النظرية هي أن التشابه في ملامح الوجه يمكن أن يعزى إلى الشعور بالتعاطف. عندما تكون متعاطفًا مع شخص ما، فإنك تحاكي تعابير وجهه عن غير قصد ما يؤدي بك إلى الشعور بمشاعر مماثلة. لذا قد يؤدي إشراك عضلات الوجه الحركية في التعاطف إلى ظهور ملامح مماثلة في الوجه بين الأشخاص الذين عاشوا معًا لفترة طويلة من الزمن.

يقول زايونتس لاختتام هذه النتائج أن التواصل الاجتماعي مع الآخرين قد يكون له تأثير على ملامح وجهنا.